# Mitsuo Iwata
Mitsuo Iwata (岩田 光央 Iwata Mitsuo?,  Tokorozawa, Prefectura de Saitama, 31 de julio de 1967) es un actor, seiyū y cantante japonés, afiliado a Across Entertainment.

## Vida personal
El 13 de junio de 1992, Iwata contrajo matrimonio con la también seiyū Rikako Aikawa, aunque su relación fue mantenida en secreto por varios años. El 17 de enero de 2006, la pareja le dio la bienvenida a su primer hijo, un varón. Su hermana menor, Akiko, y su sobrina, Haruki Iwata (hija de su hermano mayor), también son seiyūs.

## Filmografía

### Anime
El orden de esta lista es personaje, serie
- Sunny, Toriko
- Shōtarō Kaneda, Akira
- Syo Kirishima, Kof 2000
- Kusanagi, Kof 2002 (tributo a la película Akira)
- Mitsuru, Here is Greenwood
- Gan Chan, The Adventures of the Mini-Goddesses
- Kintaro Oe, Golden Boy (Anime)
- Itsuki Takeuchi (Iggy Takeuchi), Initial D
- Pyoro, Vandread
- Kojiro, Irresponsable Capitán Taylor
- Pyunma - Cyborg 008, Cyborg 009 Versión del 2001
- Gen Nakamura ("Oyaji"), Sensei no Ojikan
- Hiroshi, My Dear Marie
- Suzaku; InuYasha
- Dispel, I'm Gonna Be An Angel!
- Hyosuke Magumo, Please Teacher!
- 666 (Three-Six), Dead Leaves
- Peter Pan, Kingdom Hearts
- Puma, Gitaroo Man
- Orbot, Sonic The Hedgehog
- Silverbolt Beast Wars & Beast Wars R
- Messagemon, Digimon Universe: Appli Monsters
- Zephel, Angelique
- Miyabi, 2 x 2 = Shinobuden
- Arystar Krory, D.Gray-man
- Clockmon, Digimon Ghost Game
- Emporio Ivankov (2.ª voz), One Piece
- Hardshell, Transformers: Prime
- Keshikasu, Keshikasu-kun
- Kiyotaka Ijichi, Jujutsu Kaisen
- Toyo, Kimetsu no Yaiba
- Tetsuya Wakatsuki, Outlanders
- Champa, Dragon Ball Super
- Yasushi Tsumura, Paprika[3]
- Fukase, Sakamoto desu ga?[4]
- Manabu Yasui, Sangatsu no Lion
- Hiroshi Mizuno, Tsuki ga Kirei
- Mephismon, Digimon Adventure (2020)
- Madoka, Gleipnir